# 出逢えたキセキ
「出逢えたキセキ」（であえたキセキ）は、MICA (歌手)の自主制作シングル。2010年8月1日発売。発売元はMICA MUSIC。

## 解説
ＭＩＣＡにとって初の自主制作シングル。プロデュース、アレンジにはFNS歌謡祭などでアレンジを手掛ける清水俊也を起用。これまでは弾き語りのイメージが強かったが、この曲以降アップテンな曲の製作も増え、多くのＣＭ曲製作やタイアップ、イベント出演など活動の幅が大きく広がるきっかけとなった楽曲である。

## 収録曲
両楽曲とも、作詞・作曲:MICA　編曲:清水俊也
1. 出逢えたキセキ
2. 出逢えたキセキ (instrumental)

| スタブアイコン | サブスタブ | この項目は、まだ閲覧者の調べものの参照としては役立たない、シングルに関連した書きかけの項目です。この項目を加筆・訂正などしてくださる協力者を求めています（P:音楽/PJ:楽曲）。 |